# Michael Lilienthal
Michael Lilienthal (Liebstadt, 8 settembre 1686 – Königsberg, 23 gennaio 1750) è stato un bibliotecario e teologo tedesco.

## Biografia
Nacque a Liebstadt, in Prussia, l'8 settembre 1686. Studiò teologia a Königsberg e Jena e divenne professore all'Università di Rostock. In seguito visitò i Paesi Bassi, dove studiò filologia e archeologia, e dopo il suo ritorno fu per alcuni anni professore a Königsberg. Nel 1714 divenne assistente bibliotecario di quell'università e nel 1719 fu nominato diacono di una delle chiese di Heidelberg. Fu membro dell'Accademia di Berlino nel 1711 e quello di Strasburgo nel 1733. Morì a Königsberg il 23 gennaio 1750.
Le sue opere principali sono Biblisch-exegetische Bibliothek (Kinigsb. 1740-1744, 3 volumi, 8vo): - Biblischer Archivarius d. Heiligen Schrift (Konsigsb. 1745-1746, 2 volumi, 4to: contiene un elenco di commentatori biblici, disposti nell'ordine dei passaggi difficili): - Theologisch-homelit. Archivarius (Konigsberg, 1749, 4to). Vedi Herzog, Real-Encyklop. 8: 413; Hoefer, Nouv. Biog. Generale, 31: 225. (J.N.P.).